# Zanzibar North (vùng)
Zanzibar North là một vùng của Tanzania. Thủ phủ của vùng Zanzibar North đóng tại Mkokotoni. Vùng Zanzibar North có diện tích 470 ki lô mét vuông. Đến thời điểm điều tra dân số ngày 25 tháng 8 năm 2002, vùng Zanzibar North có dân số 136953 người.